# Carettochelyidae
Famille
Les Carettochelyidae sont une famille de tortues. La tortue à nez de cochon Carettochelys insculpta est la seule espèce actuelle de la famille.

## Classification
Selon TFTSG (24 janv. 2011) :
- Carettochelyinae Boulenger 1887
  - genre Carettochelys Ramsay, 1886
- †Anosteirinae Lydekker, 1889
  - genre †Anosteira Leidy, 1871
  - genre †Kyzilkumemys Nesov, 1977
  - genre †Pseudanosteira Clark 1932

## Publication originale
- Boulenger 1887 : On a new family of Pleurodiran turtles. Annals and Magazine of Natural History, ser. 5, vol. 19, p. 170-172 (texte intégral).